# لوکا ماریانوچی
لوکا ماریانوچی (زاده ۲۳ ژوئیه ۲۰۲۵) یک بازیکن فوتبال اهل ایتالیا است. که در پست مدافع برای باشگاه فوتبال ناپولی می‌کند.